# Brandskepp

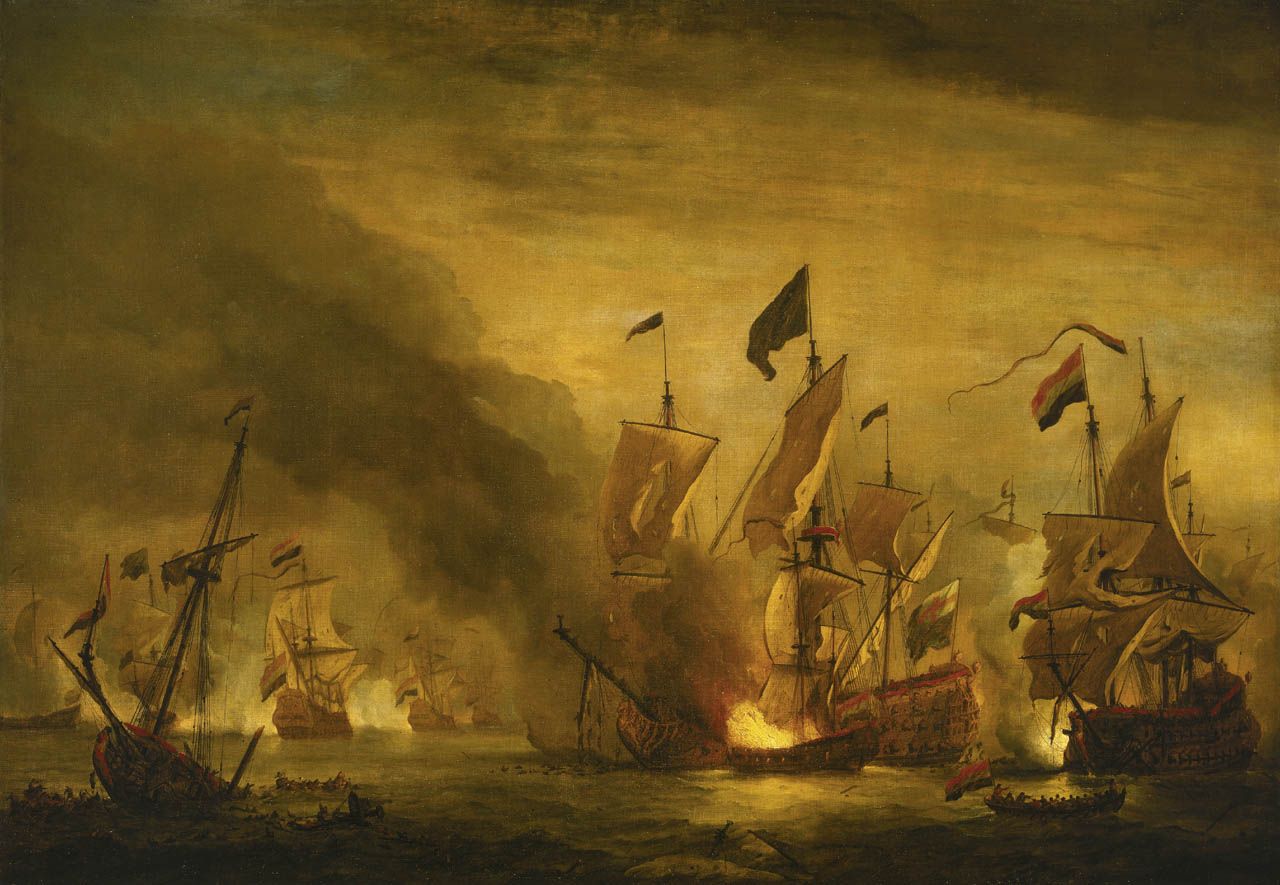
Holländska brandskepp attackerar det engelska flaggskeppet HMS Royal James under slaget vid Solebay (1672). Målning av Willem van de Velde d.y.

Ett brandskepp eller en brännare, var på segelflottornas tid ett fartyg som var fyllt med brännbara ämnen vars ändamål var att sätta eld på fientliga skepp i samband med sjöslag. 

## Taktik
För att kunna fästas vid något fientligt fartyg, hade brandskeppet änterdraggar som hängde ned i kättingar från rårnas ändar och från bogsprötet. Det fördes framåt antingen med segel eller genom bogsering, och det övergavs, efter det att man, antingen genom stubiner eller genom någon mekanisk inrättning försäkrat sig om att antändning skall ske samt gett brandskeppet den önskade riktningen.

## Användning
Under segelflottornas tid kunde dessa skepp vara av största betydelse vid anfall på eskadrar som låg för ankar. Eftersom de var dåliga seglare, var de i allmänhet till hinder för flottornas framkomst och användes endast sparsamt i senare tiders sjökrig. När träfartygen försvann så försvann även bruket av brandskepp.